# Pierre Ferrand
Pierre Ferrand est un homme politique français né le 19 mars 1913 à La Saunière (Creuse) et mort le 25 janvier 1996 à Guéret (Creuse), ancien député  progressiste de la Creuse (1956-1958).

## Biographie

### Médecin spécialiste en radiologie
Médecin, il était le neveu de Camille Ferrand, député (1928-1936) puis sénateur (1937-1942) radical-socialiste de la Creuse. Il était spécialiste de la radiologie principalement appliquée à la lutte contre le cancer. Il a été chef du service de radiologie et cancérologie de l'hôpital de Guéret.

### Député radical
Pierre Ferrand milite d'abord à l'aile gauche du Parti radical-socialiste. Ceci l'amène à participer en 1956, en deuxième position, à la liste d'« Union des gauches » menée par le député communiste Auguste Tourtaud. Cette liste remporte un succès éclatant avec 47 % des suffrages exprimés et manque de peu l'élection d'Émile Parrain, troisième de liste, maire socialiste de La Souterraine. Cette victoire ouvre à Pierre Ferrand les portes de l'Assemblée. Il s'inscrit au groupe  Républicain progressiste, émanation de l'Union progressiste proche du Parti communiste. Il y côtoie des élus prestigieux comme Emmanuel d'Astier de la Vigerie ou Pierre Cot.
En 1958, il décide de se présenter aux élections législatives de manière autonome, sous l'étiquette radical-socialiste avec le parrainage de Pierre Mendès France. Cette candidature s'inscrit dans le cadre de l'Union des forces démocratiques qui tend à regrouper la gauche non-communiste hostile à l'arrivée au pouvoir de Charles de Gaulle. Candidat dans la première circonscription de la Creuse, il est devancé par Raymond Labrousse (PCF) et par le député sortant radical, favorable à la nouvelle constitution, Olivier Harty de Pierrebourg. Il devance nettement Robert Bodeau, candidat socialiste opposé à la nouvelle constitution et obtient de bons scores, supérieurs à 20 % des suffrages exprimés, dans plusieurs cantons.

### Militant PSU
Pierre Ferrand adhère, dès sa création au Parti socialiste unifié (PSU). Il est candidat de ce parti aux élections législatives de 1962 dans la seconde circonscription de la Creuse (Aubusson). Le docteur Jean Monteiller (Conseiller général de Châtelus-Malvaleix) étant candidat dans la première. Ces candidatures sont un demi échec. Ils ne sont pas qualifiés pour le second tour, mais obtiennent un des meilleurs scores nationaux du parti (9,5 % des suffrages exprimés), avec des pics à plus de 30 % dans certains cantons.
Dans le cadre de la FGDS fondée par François Mitterrand, Pierre Ferrand est candidat "commun" socialiste/PSU aux législatives de 1967 et 1968. Dans les deux cas, il est devancé par Tourtaud (PCF) et Olivier Harty de Pierrebourg, radical valoisien.

### Notable socialiste
Pierre Ferrand rejoint au début des années 1970 le Parti socialiste. Titulaire de plusieurs mandats d'élu local : maire et conseiller général de Royère-de-Vassivière, à la suite de Camille Benassy, conseiller régional, puis premier vice-président du conseil régional du Limousin), il devient un des piliers de la vie politique départementale, sans pour autant retrouver de mandat parlementaire.
Son nom est attaché à l'aménagement du lac de Vassivière. Lorsqu'au milieu des années 1960, le conseil général de la Creuse et son président, le sénateur Pauly, s'efforceront de promouvoir le tourisme en Creuse, Pierre Ferrand sera l'un des principaux artisans du développement touristique du secteur de Vassivière. Il en présidera le syndicat inter-départemental durant de nombreuses années. Atteint d'une grave maladie, il a dû abandonner ses activités au début des années 1990.

## Mandats successifs

### Parlementaire
- 1956-1958 : Député de la Creuse

### Mandats locaux
- 1986-1992 : Premier vice-président du Conseil régional du Limousin
- 1973-1992 : Conseiller régional du Limousin
- 1958-1992 : Membre du Conseil général de la Creuse (canton de Royère-de-Vassivière)
- 1960-1989 : Maire de Royère-de-Vassivière